# Limnaiomyces tropisterni
Limnaiomyces tropisterni är en svampart som beskrevs av Thaxt. 1900. Limnaiomyces tropisterni ingår i släktet Limnaiomyces och familjen Laboulbeniaceae.   Inga underarter finns listade i Catalogue of Life.